# Malvern Wells Iles
Malvern Wells Iles (* 7. August 1852 in Midway (Kentucky); † 9. Januar 1937 in San Francisco) war ein US-amerikanischer Metallurg.

## Leben
Er graduierte 1875 an der Columbia University School of Mines und wurde Fellow an der Johns Hopkins University, wo er zwei Jahre zu Schwefelsäure und Xylole forschte. Anschließend wurde er Chemiker und Prüfer (englisch: Assayer) bei der Utica Mining & Milling Co und später Metallurge bei der von James Benton Grant gegründeten Omaha and Grant smelting company, sowie Betriebschef und Metallurge bei der Holden smelting company in Denver (Colorado). 1876 erwarb er an der Columbia seinen Ph. D. für seine Verbesserungen in der Verhüttung von Blei und Silber. Er veröffentlichte fast 50 wissenschaftliche Arbeiten im American Journal of Science sowie The American Chemical Journal und war Mitglied der wissenschaftlichen Gesellschaften in den USA und Europa.
Nach ihm ist das Mineral Ilesit benannt. Verschiedenen Quellen zufolge soll er im Jahr 1900 verstorben sein. Marcus Benjamin (1857–1932) beteuerte 1927 jedoch, dass Iles in Oakland, Kalifornien lebe. Ein Grab auf dem dortigen Mountain View Cemetery gibt als Todesjahr 1937 an.

## Veröffentlichungen (Auszug)
- mit Ira Remsen: Ueber die Oxydation der Xylolsulfosäuren. In: Berichte der deutschen chemischen Gesellschaft, Vol. 11, 1. 1878, S. 888–892, ISSN 0365-9496
- mit Ira Remsen: Ueber eine neue Bildungsmethode der α-Oxyisophtalsäure (α-Phenoldicarbonsäure). In: Berichte der deutschen chemischen Gesellschaft,  Vol. 11, 1. 1878, S. 579–582, ISSN 0365-9496
- mit Constantin Fahlberg: Zur Bestimmung des Schwefels. In: Zeitschrift für Analytische Chemie, Vol. 17, 1. 1878, S. 497–498, ISSN 1618-2650
- mit Constantin Fahlberg: Erwiderung auf B. Delachanal’s und A. Mermet’s Prioritätsansprüche. In: Berichte der deutschen chemischen Gesellschaft, Vol. 12, Issue 2, 1879, S. 2303–2304
- Zur qualitativen Trennung von Kupfer, Wismuth und Cadmium. In: Zeitschrift für Analytische Chemie, Vol. 18, 1. 1879, S. 585–586, ISSN 1618-2650
- mit Hugo von Gilm (1831–1906): Zum Nachweis der Borsäure durch Flammenfärbung. In: Zeitschrift für Analytische Chemie, Vol. 18, 1. 1879,  S. 269–270
- mit William Bettel († 1. Dezember 1912 in Johannesburg): Zum Aufschliessen von Silicaten und Schlacken. In: Zeitschrift für Analytische Chemie, Vol. 20, 1. 1881, S. 538–539, ISSN 1618-2650
- Lead-smelting: The construction, equipment, and operation of lead blast-furnaces, and observations on the influence of metallic elements on slags and the scientific handling of smoke. 1904